# Campeonato Sul-Americano de Clubes de Hóquei em Patins
O Campeonato Sul-Americano de Clubes de Hóquei em Patins ou apenas Sul-Americano de Clubes é uma competição de Hóquei em Patins que conta com as equipas mais bem posicionadas dos campeonatos nacionais de Hóquei em Patins da América, sendo organizada pela Confederação Sul-Americana de Patinagem (CSP), entidade atualmente conhecida por "World Skate America".

## Histórico
| Ano  | Cidade       | Campeão                     | Vice-Campeão                | Res.      |        |
| ---- | ------------ | --------------------------- | --------------------------- | --------- | ------ |
| 2017 | Recife       | Concepción Patín Club       | Centro Valenciano           | 8 - 4     |        |
| 2016 | Mendoza      | Andes Talleres              | Estudantil Porteño          | 1 - 0     | [ 1 ]  |
| 2015 | Buenos Aires | Club Atlético Huracán       | Club Atlético Unión         | 4-2 (pso) | [ 2 ]  |
| 2012 | Buenos Aires | Sport Club do Recife        | Club Atlético San Lorenzo   | 5-4       | [ 3 ]  |
| 2011 | Sertãozinho  | Club Atlético Huracán       | Olimpia Patín Club          | 2-1       | [ 4 ]  |
| 2010 | Santiago     | Olimpia Patín Club          | Universidad Catolica        | 6-0       | [ 5 ]  |
| 2009 | San Juan     | Deportivo Unión Estudiantil | Concepción Patín Club       | 1-0       | [ 6 ]  |
| 2008 | Recife       | Club Petroleros YPF         | Concepción Patín Club       | 3-1       | [ 7 ]  |
| 2007 | Malargue     | Concepción Patín Club       | Centro Valenciano           |           | [ 8 ]  |
| 2006 | Recife       | Concepción Patín Club       | Olimpia Patín Club          |           |        |
| 2005 | Mendoza      | Olimpia Patín Club          | Deportivo Unión Estudiantil | 4-3       | [ 9 ]  |
| 2004 | Teresópolis  | Unión Vecinal de Trinidad   | Concepción Patín Club       | 6-3       | [ 10 ] |
| 2001 | Mendoza      | Deportivo Unión Estudiantil | Club Atlético Palmira       | 2-1       | [ 11 ] |
| 2000 | Santiago     | Deportivo Unión Estudiantil | Clube Português do Recife   | 5-2       | [ 12 ] |
| 1999 | Sertãozinho  | Concepción Patín Club       | Sertãozinho Hóquei Clube    |           | [ 13 ] |
| 1998 | Sertãozinho  | Unión Vecinal de Trinidad   | Olimpia Patín Club          | 3-2       | [ 14 ] |
| 1997 | Talcahuano   | Unión Vecinal de Trinidad   | Casa Italia                 | 3-2       | [ 15 ] |
| 1996 | Buenos Aires | Deportivo Unión Estudiantil | Concepción Patín Club       |           | [ 16 ] |
| 1994 | Sertãozinho  | Deportivo Unión Estudiantil | Unión Vecinal de Trinidad   |           | [ 17 ] |
| 1993 | Buenos Aires | Deportivo Unión Estudiantil | Olimpia Patín Club          |           | [ 18 ] |
| 1991 | Recife       | Sertãozinho Hóquei Clube    | Unión Social San Juan       |           | [ 19 ] |
| 1990 | Santiago     | Unión Vecinal de Trinidad   | Sertãozinho Hóquei Clube    | 3-1       | [ 20 ] |
| 1989 | San Juan     | Concepción Patín Club       | Unión Vecinal de Trinidad   |           | [ 21 ] |
| 1988 | Sertãozinho  | Deportivo Unión Estudiantil | Sertãozinho Hóquei Clube    |           | [ 22 ] |
| 1987 | Santiago     | Unión Vecinal de Trinidad   | Deportivo Unión Estudiantil |           | [ 23 ] |
| 1986 | San Juan     | Concepción Patín Club       | Unión Vecinal de Trinidad   | 6-5       | [ 24 ] |
| 1985 | Sertãozinho  | Sertãozinho Hóquei Clube    | Unión Vecinal de Trinidad   |           | [ 25 ] |
| 1984 | San Juan     | Unión Vecinal de Trinidad   | Concepción Patín Club       |           | [ 26 ] |
| 1983 | Sertãozinho  | Concepción Patín Club       | CE Manuel de Salas          | 8-3       | [ 27 ] |
| 1982 | San Juan     | Sertãozinho Hóquei Clube    | Club San Martín             |           | [ 28 ] |

### Vitórias por equipe
| Wins | Clube                       |
| ---- | --------------------------- |
| 7    | Deportivo Unión Estudiantil |
| 6    | Concepción Patín Club       |
| 6    | Unión Vecinal de Trinidad   |
| 3    | Sertãozinho Hóquei Clube    |
| 2    | Olimpia Patín Club          |
| 2    | Club Atlético Huracán       |
| 1    | Sport Club do Recife        |
| 1    | Club Petroleros YPF         |
| 1    | Andes Talleres              |
| 29   | TOTAL                       |

### Vitórias por país
| Wins | País      |
| ---- | --------- |
| 25   | Argentina |
| 4    | Brasil    |
| 29   | TOTAL     |